# لوئی ترکمنی
لوئی ترکمنی (نام علمی: Typha turcomanica) نام یک گونه از سرده لوئی است.